# Ягрще
Ягрще (словен. Jagršče) — поселення в горах над долиною р. Ідрійца в общині Церкно, Регіон Горішка, Словенія. Висота над рівнем моря: 657.8 м. 